# Galerie (spéléologie)
Pour les articles homonymes, voir Galerie.
Pour un article plus général, voir Spéléologie.

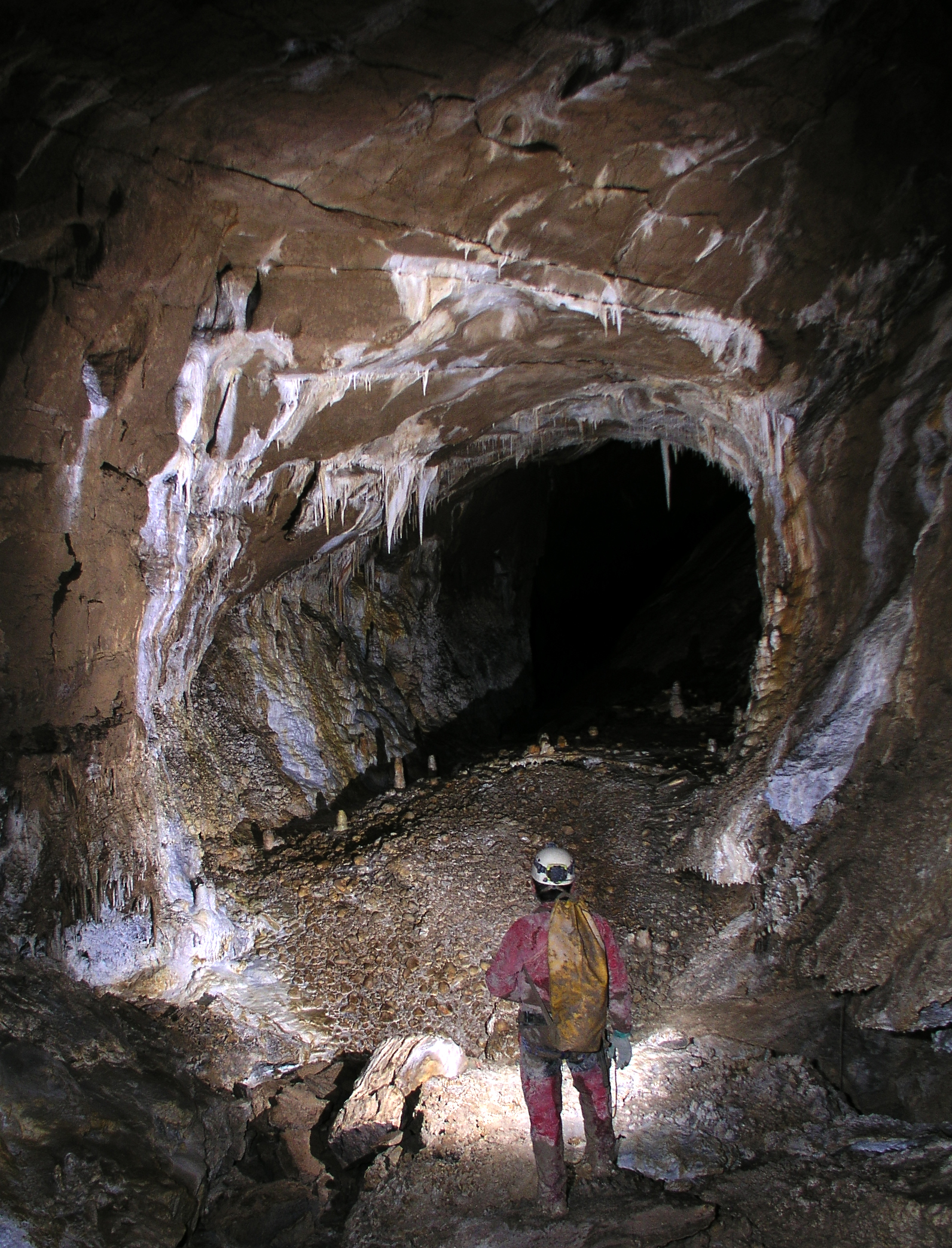
La galerie des Onze heures de la grotte des Chamois, Castellet-lès-Sausses, Alpes-de-Haute-Provence, France.

En spéléologie, une galerie est un conduit souterrain naturel plus ou moins horizontal. Il s'agit généralement d'un élément de réseaux hiérarchisés drainant le karst. Une galerie peut être noyée (siphon) ou dénoyée.

## Illustrations

Quelques galeries
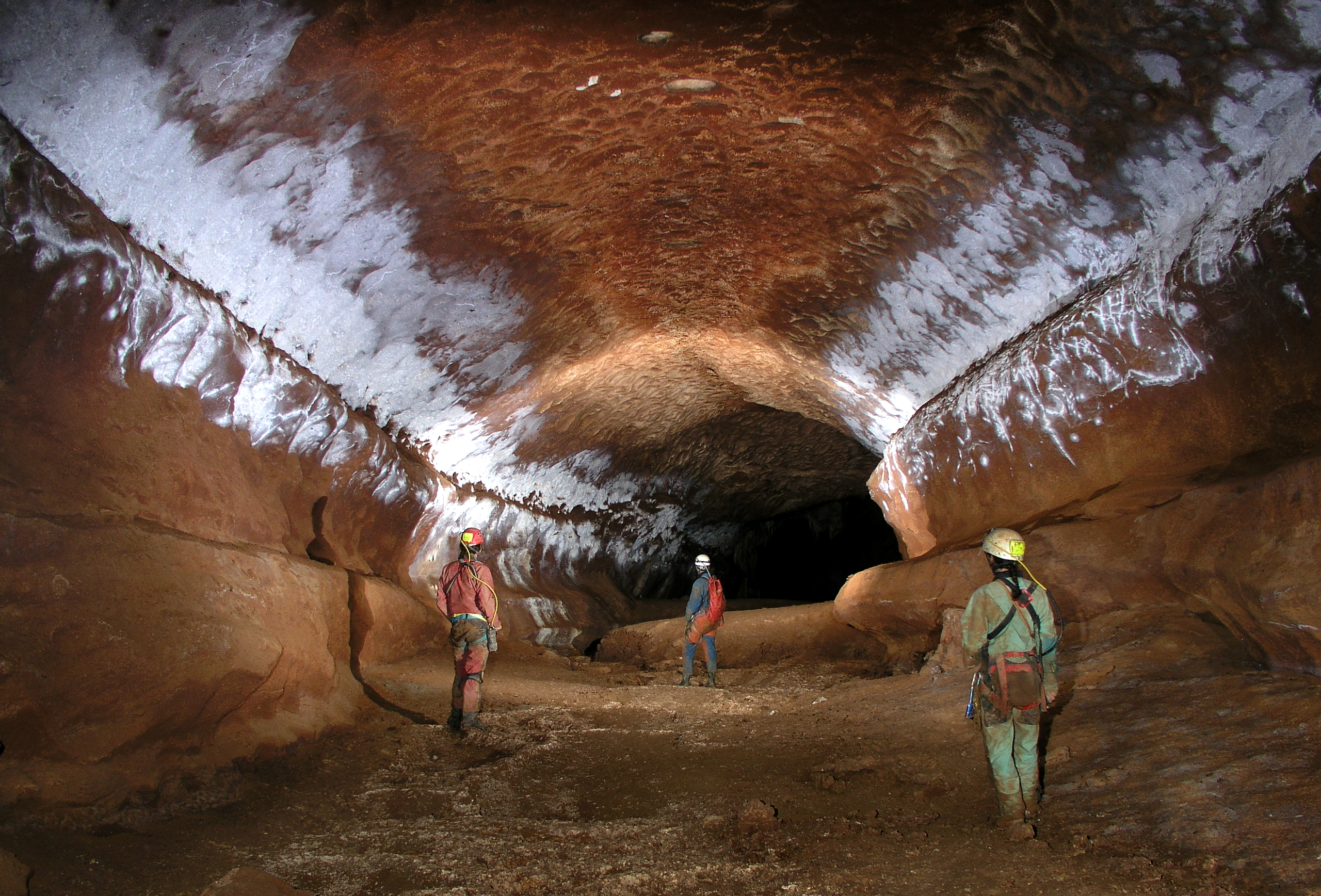
Galerie du réseau 4 de la grotte de Saint-Marcel, Bidon, Ardèche, France.
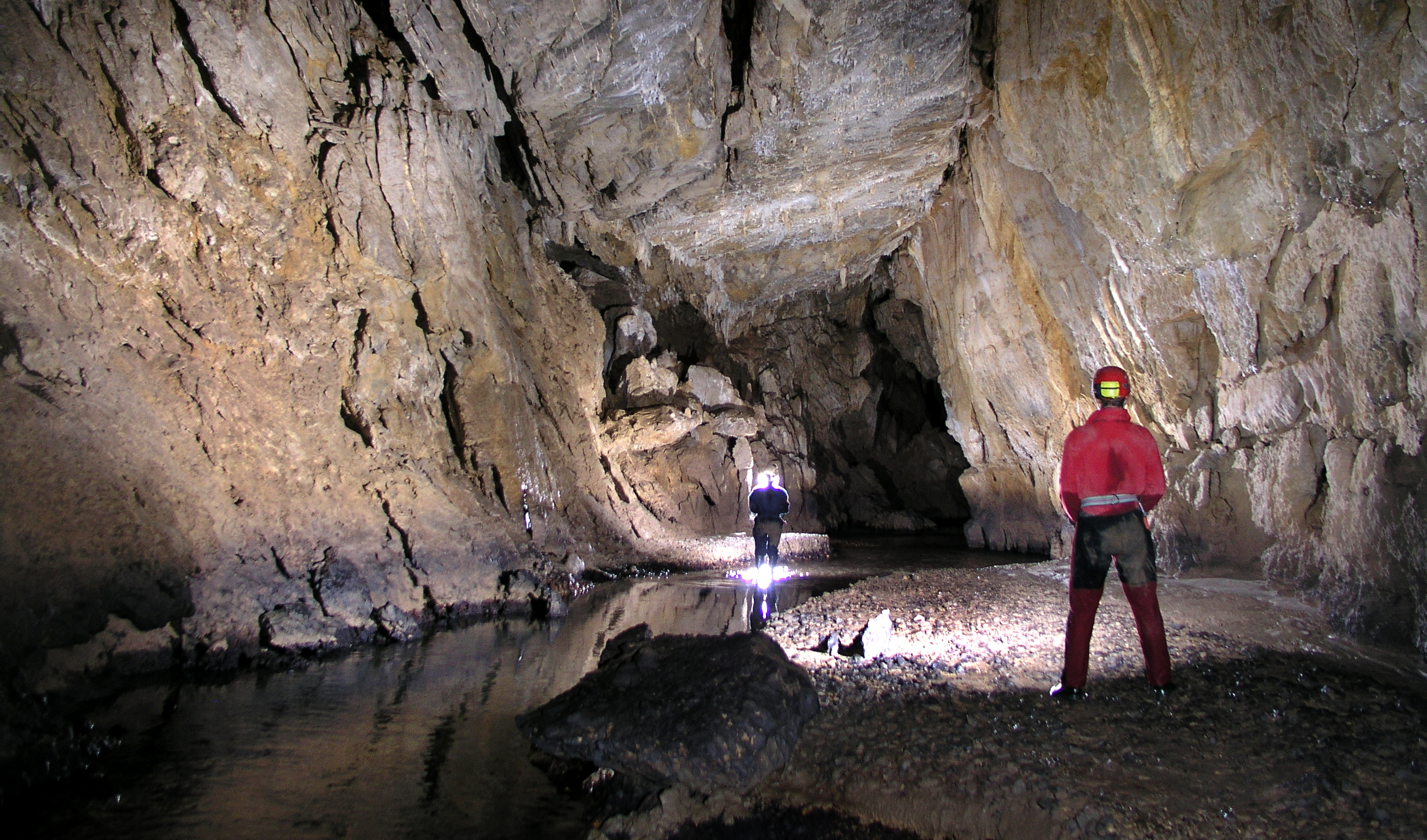
Galerie de la grotte de Cascayunga, Rioja, San Martin, Pérou.
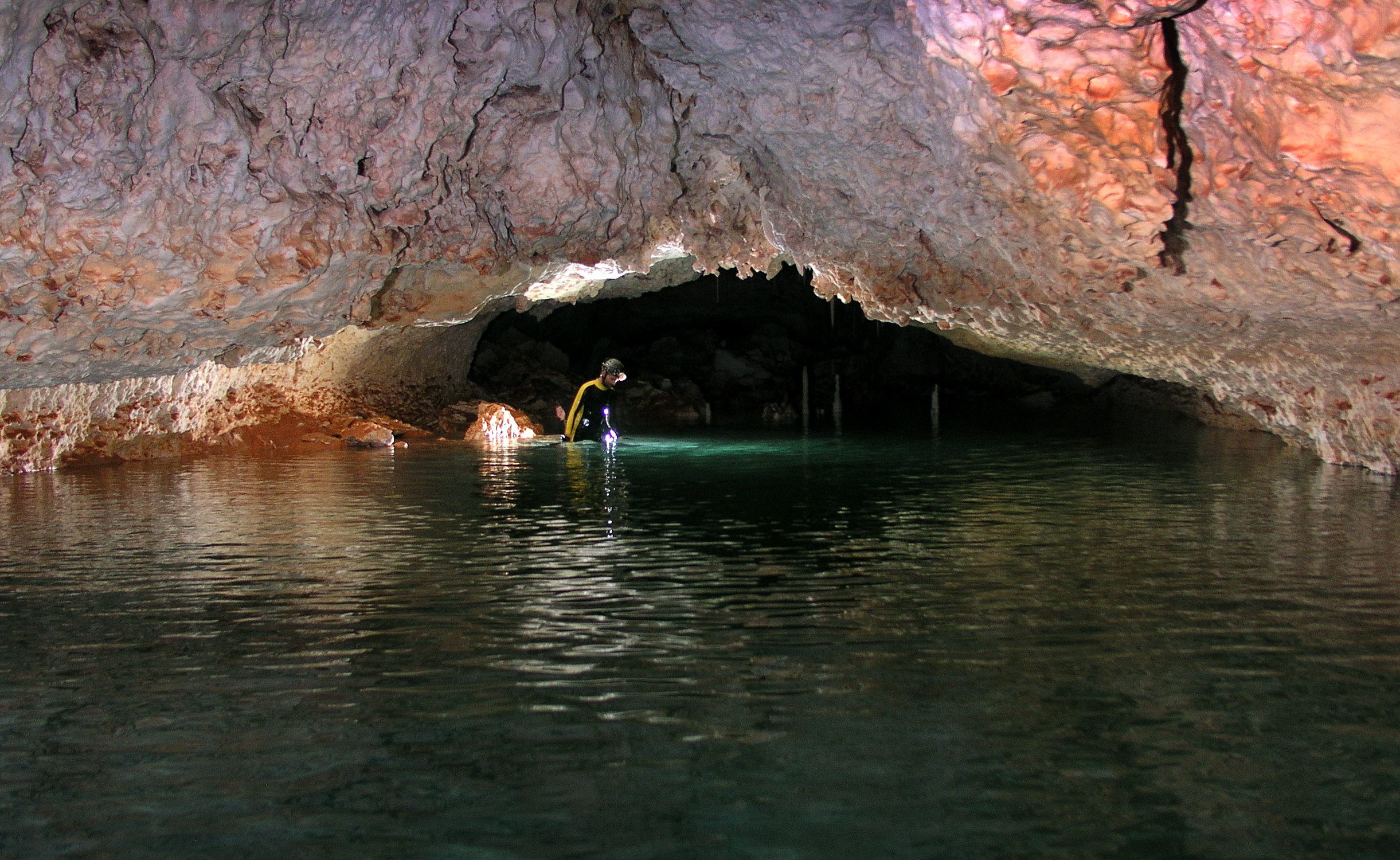
Galerie exondée de la Cova des Pas de Vallgornera, Llucmajor, Majorque, Espagne.
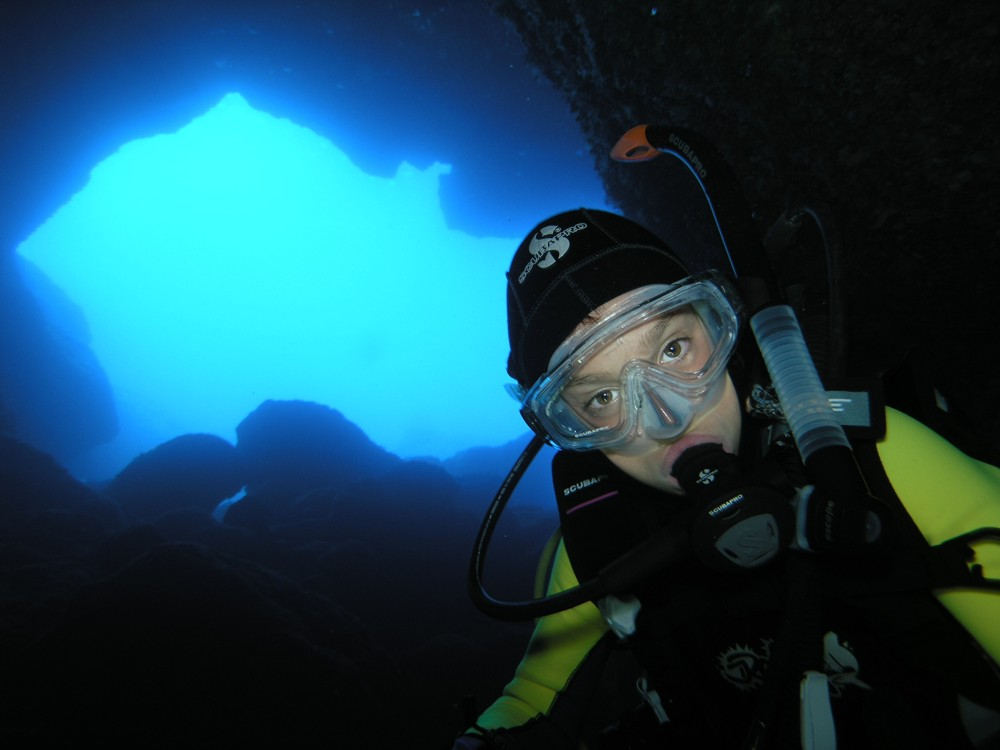
Galerie de l'entrée principale de la grande grotte de Nereo, Alghero, Province de Sassari, Sardaigne, Italie.